# Prevotella melaninogenica
Prevotella melaninogenica, antes conocida como Bacteroides melaninogenicus, es una bacteria comensal anaeróbica Gramnegativa que reside en la cavidad oral humana y tiene un papel como un importante patógeno humano en diversas infecciones [1].

## Características
Tiene forma de bastón de 0.5–0.8 × 0.9–2.5 mm y ocasionalmente tienen un tamaño de 10 mm en cultivos de caldo de glucosa [2]. Puede producir pigmentos marrón-negros, que inicialmente se pensó que era melanina, pero luego fue definida como ferriprotoporfirina [3] que fluorece a la radiación ultravioleta de onda larga con un color rojo intenso. Esto ayuda a la identificación de esta especie. Son usualmente más oscuras en el centro de las colonias y sus bordes son entre gris y café claro, que después de 5-14 días se oscurecen. La mayoría crece a un pH de 8.5 y a una temperatura de 25° y otras a 45 °C. Fermentan varios carbohidratos. El nitrato no es reducido. Son catalasas negativas y presentan actividad superóxido dismutasa [2]. No forman esporas.

## Patogenia
Esta especie se ha reportado en combinación con otras bacterias aeróbicas y anaeróbicas involucrada en varias infecciones como abscesos cerebrales y neumonía por aspiración [4], sin embargo, poco se ha reportado sobre sus factores de virulencia [1]. P. melaninogenica está implicada en la enfermedad periodontal y se ha encontrado que alguna de sus cepas producen hemolisina [5]. Se ha reportado un caso de botriomicosis causado por P. melaninogenica [3].